# Éva Székely

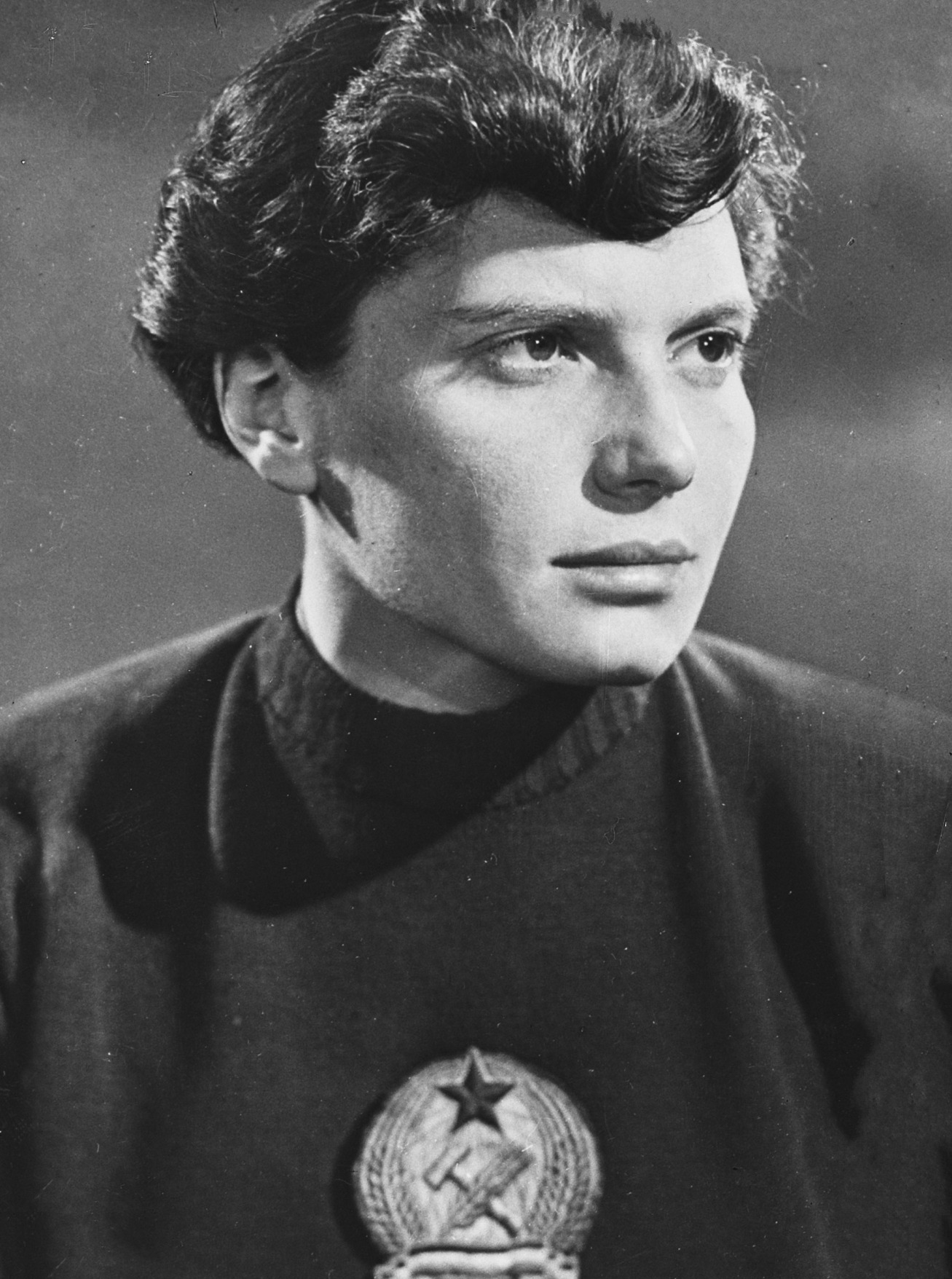
Éva Székely, 1956

Éva Székely [ˈeːvɒ ˈseːkɛj], zeitweise auch Éva Gyarmati [ˈeːvɒ ˈɟɒrmɒti]; (* 3. April 1927 in Budapest; † 29. Februar 2020 ebenda) war eine ungarische Schwimmerin und Olympiasiegerin.

## Leben und Karriere
Székely wuchs als Jüdin im mit dem Dritten Reich verbündeten Ungarn auf, was nach dem Kriegseintritt Ungarns 1941 zu ihrem Ausschluss aus ihrem Schwimmverein führte und später durch ein generelles Verbot für Juden, öffentliche Schwimmbecken zu nutzen, zu einem Verlust der Trainingsmöglichkeiten, sie jedoch auch bis 1944, wie alle ungarischen Juden, vor der Deportation schützte. Die deutsche Besetzung Budapests 1944/45 überlebte sie in einem Schweizer Sicheren Haus. Ihre Erlebnisse während dieser Zeit sind als eines von elf Schicksalen ungarischer Juden während der 1940er Jahre in einem Sammelband aus den 1990er Jahren dokumentiert.
Nach der Befreiung begann Székely wieder mit dem Schwimmen. Sie nahm 1948 erstmals an Olympischen Spielen teil und erreichte in London den Endlauf über 200 m Brust, verfehlte mit einem vierten Platz jedoch die Medaillenränge; auch mit der 4 × 100-m-Freistilstaffel erreichte sie nur den fünften Platz.
Bei den Olympischen Spielen 1952 in Helsinki gewann sie dann mit der damals revolutionären und auch erlaubten Schmetterling-Technik den Wettbewerb über 200 m Brust, mit jeweils olympischem Rekord im Halbfinale und Finale; auch wegen ihres Sieges wurde für die Schwimmwettbewerbe eine neue Definition des Brustschwimmens beschlossen, die die Delfin-Technik ausschloss. Trotzdem konnte sie im Brust-Wettbewerb bei den Olympischen Spielen 1956 in Melbourne auch mit der klassischen Technik die Silbermedaille erringen. 1957 flüchtete sie, nachdem ihr damaliger Ehemann Dezső Gyarmati, ein Weltklasse-Wasserballer, von der ungarischen Geheimpolizei beinahe totgeprügelt worden war, in die Vereinigten Staaten. Sie kehrte samt Mann und Tochter jedoch bereits ein Jahr später aus Angst um ihre Eltern nach Ungarn zurück.
In ihrer aktiven Laufbahn stellte sie zwischen 1940 und 1958 insgesamt 10 Welt-, fünf Olympia- sowie 107 ungarische Rekorde aus, darunter die erste offiziell anerkannte Bestleistung über 400 m Lagen. Neben ihren Medaillen bei Olympischen Spielen war sie zehnfache Studentenweltmeisterin sowie 67-mal ungarische Meisterin.
Nach ihrer aktiven Laufbahn arbeitete sie als Trainerin; die von ihr betreuten Athletinnen errangen zahlreiche nationale und internationale Titel sowie einige Olympiamedaillen.
Székely heiratete Dezső Gyarmati, Kapitän der ungarischen Siegermannschaft des Wasserballturniers bei den Olympischen Spielen 1956, ließ sich aber scheiden; die gemeinsame Tochter Andrea Gyarmati war ebenfalls Weltklasseschwimmerin sowie Medaillengewinnerin bei den Olympischen Spielen 1972 in München.
Székely wurde 1976 in die Ruhmeshalle des internationalen Schwimmsports und 1981 in die International Jewish Sports Hall of Fame aufgenommen. Sie starb Ende Februar 2020 im Alter von 92 Jahren.